# Dennó szensi Porygon
A Dennó szensi Porygon (でんのうせんしポリゴン; Hepburn: Dennō senshi Porygon, ’Porygon, a számítógépes harcos’) a Pokémon anime első évadának harmincnyolcadik epizódja, amely 1997. december 16-án került levetítésre, kizárólag Japánban. A részben Ash és barátai a helyi Pokémon Központban megtudják, hogy valamilyen probléma van a pokélabda továbbító géppel. Ahhoz, hogy megtudják, mi a baja, a gép belsejébe kell menniük.
Az epizód hírhedtté vált bizonyos ismétlődő képi hatásai miatt, amelyek fényérzékeny epilepsziás rohamot váltott ki jelentős számú japán nézőben. Az incidensre a japán sajtó „Pokémon sokk” (ポケモンショック; Hepburn: Pokémon Shokku) néven hivatkozott. Hatszáznyolcvanöt nézőt vittek kórházba; ebből kettőnek több, mint két hétig kellett bennmaradnia. Ennek köszönhetően az epizód világszerte nem került adásba. Az incidens után a Pokémon animét négy hónapos hiátusra küldték, és csak 1998. április 16-án került újra adásba a TV Tokyo televízióadón. Levetítése után az epizódot számos alkalommal parodizálták vagy hivatkoztak rá a kulturális médiában, köztük A Simpson család vagy a South Park sorozatokban.

## Cselekmény
Ash, Misty, Brock és Pikachu rájön, hogy a pokémonok Pokémon Központok közötti utaztatását szolgáló rendszer meghibásodott. Joy nővér kérésére Akihabara professzorhoz, a pokélabda átvitel rendszer megalkotójához sietnek. A férfi elmondja, hogy a Rakéta csapat ellopta a kísérleti Porygonját, egy digitális pokémont, ami képes a kibertérben élni, és arra használják, hogy ellopják vele az edzők pokémonjait a számítógépes rendszeren belülről.
Akihabara Asht, Mistyt, Brockot, Pikachut és a második Porygonját elküldi a rendszerbe, hogy megállítsák a Rakéta csapatot, akik, mint később rájönnek, blokádot állítottak fel, amivel megakadályozzák a pokélabdák utaztatását a rendszerben. Porygon legyőzi a Rakéta csapat Porygonját, de Joy nővér, a helyzetet figyelemmel kísérve egy anti-vírus programot tölt fel a rendszerbe, hogy megfékezze a számítógépes vírusnak hitt behatolókat. Pikachu a villámcsapás támadását használja a „vakcinarakétákként” alakot öltő program ellen, ami robbanást okoz. A csoport és a Rakéta csapat sikeresen kimenekül a számítógépből, ami a Rakéta csapat blokádját feloldva ismét normálisan működik.

## Fogadtatás és botrány
A Dennó szensi Porygon 1997. december 16-án 16:30-kor JST (10:30 UTC+1) került adásba. Az epizód, amit több mint, harminchét televízióadó sugárzott azon a kedden, a legnagyobb nézettséggel bírt az idősávjában, és körülbelül 4,6 millió háztartásban nézték.
Húsz perccel az epizód kezdete után van egy jelenet, amiben Pikachu vakcinarakétákat állít meg a villámcsapás támadásával, ami egy hatalmas, pirosan és kéken villogó robbanáshoz vezet. Ugyan voltak további hasonló, pirosan és kéken villódzó részek az epizódban, azonban a „paka paka” elnevezésű animetechnika rendkívül intenzívvé tette ezt a jelenetet. A villanások rendkívül fényes stroboszkópfények voltak, amelyek villogási sebessége körülbelül 12 Hz volt nagyjából hat másodpercen át.
Ezen a ponton a nézők homályos látás, fejfájás, szédülés és hányinger miatt kezdtek panaszkodni, de néhányuknál rohamokat, vakságot, görcsöket vagy eszméletvesztést váltott ki a jelenet. A Japán Tűzvédelmi Iroda jelentése szerint összesen 685 nézőt – 310 fiút és 375 lányt – szállítottak kórházba a rohamkocsik. Ugyan sok áldozat a kórház felé tartó úton jobban lett, azonban több, mint 150-et felvettek a kórházba. Két személy több, mint két hétig volt kórházban. Néhány ember rohamot kapott, amikor a jelenet bizonyos részeit újra leadták a televíziókban a rohamokról szóló hírjelentésekben. A 685 kezelt gyermek mindössze csak egy töredékét diagnosztizáltak fényérzékeny epilepsziával.
Későbbi tanulmányok kimutatták, hogy a nézők 5–10%-a szenvedett enyhe tünetekben, amik nem szorultak kórházi ellátásra. 12 000 gyermek, akiket nem vittek kórházba mentőautók a betegség enyhe tüneteiről számoltak be; azonban tüneteik inkább hasonlítottak a tömeghisztériára mint sem egy grand mal rohamra. Egy 103 pácienst az esemény után három évig követő tanulmány szerint legtöbbjük nem szenvedett további rohamokban. Tudósok úgy vélik, hogy a villogó fények váltották ki a fényérzékeny epilepsziát, amely hatására a vizuális ingerek, így például a villódzó fények megváltozott tudatállapotot okozhatnak. Bár körülbelül 4000 emberből 1 hajlamos az ilyen típusú rohamokra, az epizód miatt érintett emberek számára még nem volt korábban példa.
A USA Today magazin egy cikke megnyugtatta az amerikai szülőket, hogy „az amerikai gyermekek nem valószínű, hogy a televíziós rajzfilmek miatt rohamokat kapjanak”, mivel „az amerikai tévéadók nem adnak le élénk japán rajzfilmeket, úgynevezett ’animéket’” azok „gyors tempójú animációs stílusával”, azonban azóta az animék egyre inkább elterjedtek az amerikai televízióban. Az incidens, amire a japán sajtó „Pokémon sokként” (ポケモンショック; Hepburn: Pokemon Shokku) hivatkozik, bekerült a Guinness Rekordok Könyvének 2004-es és 2008-as Játékos Kiadásába a „legtöbb fényérzékeny epilepsziás roham, amelyet egy televíziós műsor váltott ki” címmel.

## Hatása
Az incidens híre gyorsan terjedt Japánban. A következő napon a TV Tokyo bocsánatkérést intézett a japán emberek felé, felfüggesztette a sorozatot és vizsgálatot indított a rohamok okának felderítésére. Az atagói rendőrállomás tisztjeit utasította az Országos Rendőr-ügynökség, hogy kérdezzék ki az anime készítőit annak tartalmáról és gyártási folyamatáról. Az Egészségügyi, Munkaügyi és Népjóléti Minisztérium egy rendkívüli ülést tartott, amelyben szakértőkkel megvitatták az ügyet, illetve információkat gyűjtöttek be a kórházaktól. A videoforgalmazók Japán szerte levették a Pokémon animét a kölcsönzői kínálatukból.
A Tokiói Értéktőzsdén is gyors volt a reakció, a Nintendo részvényei a következő reggelre 400 jennel (közel 5%-kal), 12 200 jenre csökkentek, ahogy az incidens híre terjedt. A Nintendo azon videójáték gyártója, amelyen Pokémon anime alapul. A Nintendo akkori elnöke, Jamaucsi Hirosi azt mondta az epizód levetítése után egy nappal adott sajtótájékoztatóján, hogy a videójáték-cég nem felelős a történtekért, mivel az eredeti Pokémon játék a Game Boy kézikonzoljukra fekete fehér megjelenítésű volt.
A Dennó szensi Porygon levetítése után a Pokémon animét négy hónapos hiátusra küldték, és 1998. április 16-án került vissza újra a képernyőkre. A szünet után a sorozat idősávot váltott keddről csütörtökre. A nyitóképsorokat is újratervezték, amelyben fekete háttér előtt mutatnak be bizonyos pokémonokat, négyet képenként. A rohamok előtt a nyitóképsor alatt eredetileg egy pokémon szerepelt képenként. A sorozat újboli adásba kerülése előtt levetítették a „Probléma ellenőrzési jelentés a Pocket Monster animációs sorozattal kapcsolatban” (アニメ ポケットモンスター問題検証報告; Hepburn: Anime Poketto Monsutā Mondai Kenshō Hōkoku) című műsort. Az 1998. április 16-án műsorba kerülő adásban Jamada Mijuki műsorvezető megvizsgálta a sorozat formátumát és az animációs sorozatok előtt leadásra kerülő figyelmeztetéseket, valamint nézők által beküldött leveleket és rajongói rajzokat mutatott be, akiknek többsége amiatt aggódott, hogy a animét abbahagyják az incidens miatt. Számos japán televíziós műsorszolgáltató és egészségügyi tisztviselő összeült, hogy megtalálják a módját, hogy az incidens ne ismétlődhessen meg. Egy iránymutatást hoztak létre az animációs sorozatoknak, amely többek között tartalmazza, hogy:
- A villódzó képek, különösképpen, amelyekben piros szín is van nem villoghatnak gyorsabban háromnál többször másodpercenként. Ha a jelenet nem tartalmaz piros színt, akkor sem villoghat gyorsabban ötnél többször másodpercenként.
- A villódzó képsorok nem tarthatnak tovább két másodpercnél.
- A csíkok, az örvények és a koncentrikus körök ne töltsék ki a televízió-képernyő nagy részét.

Ezen epizód miatt, az incidens után kellett a "Karácsonyi ajándékok" és a "A Nagy behavazás" című epizódokat levenni az eredeti műsoridejükről és később, az időrendi sorrendet felborítva leadniuk.
Annak érdekében, hogy elejét vegyék hasonló incidensek megismétlődésének a japán kormány úgy döntött, hogy az epizódot véglegesen kiveszik a további ismétlésekből, azóta sem vetítették, még Japánon kívül sem.[forrás?] Az epizódot szinkronizálta és módosította – lelassították a villódzó fényeket – a 4Kids Entertainment az észak-amerikai sugárzáshoz, azonban végül mégsem került adásban miután a japán kormány betiltotta az epizódot. Az epizód levetítésével egyidőben kezdték meg Pokémon adaptálását az amerikai közönségnek. Ellentétben a többi villogó fénnyel a 4Kids Entertainment további óvintézkedéseket tett a műsor fényesen villódzó fényeivel szemben, megváltoztatták ezek világítását és a fények sebességét az amerikai kiadás összes korábbi epizódjában.
Annak érdekében, hogy az eseményt könnyebben elfejtsék az emberek, illetve a trauma megelőzése érdekében az anime egyetlen további részében sem szerepel Porygon. Ennek következménye Porygon és annak fejlődései nagy népszerűtlenségtől szenved a sorozat rajongói között. A második generációs fejlődése, a Porygon2 az egyetlen második generációs pokémon, ami soha nem jelent meg az animében. A negyedik generációs fejlődése, a Porygon-Z sem jelent meg az animében. Azonban Porygonnal együtt megjelentek a Kyurem vs. szeikensi: Keldeo című film elején, ahol az összes pokémon feltűnik (Genesecten kívül).

## Kulturális hatása
A South Park amerikai televíziós animációs sorozat 1999 novemberében leadott, Chinpokomon című epizódja egy pokémonszerű jelenség, a Chinpokomon körül forog, aminek a South Park-i gyerekek a megszállottjai lesznek. A Chinpokomon játékokat és videójátékokat egy japán cég árulja az amerikai gyerekeknek a South Parkban. A vállalat elnöke, Mr. Hirohito, a játékokat a gyerekek agyának kimosására használja, akikből saját hadsereget állít az amerikai kormány megdöntésére. Ezen játékok közé tartozik egy videójáték is, amelyben a játékosnak meg kell próbálnia lebombázni Pearl Harbort. Amíg Kenny ezzel a játékkal játszik epilepsziás rohamot kap és később meghal, ezzel utalva a Pokémon-rohamos esetre.
A Thirty Minutes over Tokyo című Simpson család-epizódban a Simpson család Japánban vakációzik. Miután megérkeztek a tokiói szállodájukba Bart a Battling Seizure Robots című animét nézi, majd megkérdezi, hogy „Nem ez az a rajzfilm, ami szélütést okozott?”, ezzel utalva a Pokémon-rohamos esetre. A kérdéses műsorban gyorsan villódzó szemű robotok vannak, amitől Bart (majd később az egész család) rohamot kap. Ugyanez a villódzó képsor később az epizód stáblistája alatt is feltűnik.
A Firka Villa pilot epizódjában Ling-Ling, aki Pikachu paródiája, kijelenti, hogy célja a villában, hogy elpusztítson mindent és rohamokat okozzon a gyerekek között. Ezt egy villódzó fényes jelenet követ, közvetlenül utalva a Dennó szensi Porygonra. Scott Westerfeld So Yesterday című regényében, utalnak a Dennó szensi Porygonra, majd a regény három szereplője megnézi az epizódot, közülük egy rohamot kap. Az író a rohamot okozó villódzó piros fényt történetmesélési elemként is használta.